# Pokanoket
Die Pokanoket oder auch Pocasset sind ein Stamm der Wampanoag-Indianer. Sie lebten in den Neuengland-Staaten Rhode Island und Massachusetts.
Die uns bekannten Häuptlinge dieses Stammes waren Massasoit (bis 1660) sowie seine Söhne Wamsutta (1660–1662) und Metacomet (1662–1676). Alle bauten im 17. Jahrhundert den ersten Kontakt zu den weißen Einwanderern auf, der schließlich im King Philips Krieg endete.